# Digimon Adventure 02: Diablomon no Gyakushū
Digimon Adventure 02: Diablomon no Gyakushū (デジモンアドベンチャー02: ディアボロモンの逆襲? lett. "Digimon Adventure 02: Diablomon Colpisce ancora") è un film d'animazione giapponese del 2001 prodotto da Toei Animation e diretto da Takahiro Imamura. È il quarto film di Digimon ed è legato alla serie televisiva anime del 2000 Digimon Adventure 02.

## Trama
In questo film, che avviene tre mesi dopo la sconfitta di BelialVamdemon, i Bambini prescelti devono confrontarsi ancora una volta con Diablomon. Taichi e Yamato tornano all'interno della rete per affrontarlo con Omegamon, mentre i nuovi Bambini prescelti devono fare i conti con la furia di uno sciame di Kuramon (la forma al livello primario di Diablomon). Con l'aiuto di Angemon e Angewomon (accompagnati da Takeru e Hikari), Omegamon riesce a distruggere ancora una volta Diablomon, ma il tutto si rivela una trappola, poiché con la sua distruzione moltissimi Kuramon riescono a penetrare nel mondo reale. Le cose sembrano andare fuori controllo quando i Kuramon nel mondo reale si uniscono per creare un Digimon di livello definitivo chiamato Armagemon. Armagemon è così potente che né Omegamon né Imperialdramon possono nulla contro di lui. Alla fine, Omegamon conferisce la sua energia ad Imperialdramon Fighter Mode, potenziandolo e facendolo diventare Imperialdramon Paladin Mode. Usando il suo attacco Omni Sword, Imperialdramon riesce ad abbattere Armagemon, dividendolo nuovamente in numerosissimi Kuramon. Con l'aiuto dell'energia sprigionata dai Digivice dei Bambini prescelti e dai cellulari degli altri ragazzi del Giappone, la spada Omni Sword viene potenziata, permettendo ad Imperialdramon Paladin Mode di distruggere i Kuramon una volta per tutte.

## Distribuzione

### Giappone
Il film è stato distribuito nei cinema giapponesi il 3 marzo 2001, insieme a One Piece - Avventura all'Isola Spirale, nel formato di doppio lungometraggio, dal nome Tōei Spring Anime Fair 2001. Il guadagno totale realizzato da questo film è stato di tre miliardi di yen giapponesi.

### Stati Uniti
Negli Stati Uniti il film è uscito il 5 agosto 2005.